# Cacopsylla suturalis
Cacopsylla suturalis är en insektsart som först beskrevs av Horvath 1897.  Cacopsylla suturalis ingår i släktet Cacopsylla och familjen rundbladloppor.
Artens utbredningsområde är Iran. Inga underarter finns listade i Catalogue of Life.